# Vạc rừng
Vạc rừng (danh pháp khoa học: Gorsachius melanolophus) là một loài chim trong họ Diệc.
Vạc rừng phân bố ở phía nam và phía đông châu Á.

## Phân bố và môi trường sống
Vạc rừng được tìm thấy ở Ấn Độ, Sri Lanka, Brunei, Nepal, Bangladesh, Myanmar, Campuchia, Lào, Việt Nam, Thái Lan, Malaysia, Singapore, Trung Quốc, Indonesia, Philippines, Đài Loan và Nhật Bản. Chúng hiếm gặp ở đảo Giáng sinh và Palau.  Kích thước phạm vi của nó ước tính khoảng 1.240.000 km². Loài chim này xuất hiện ở rừng, suối và đầm lầy.

## Sinh học
Vạc rừng thường sống đơn độc. Nó sống trên cây và kiếm ăn ở những khu vực trống trải.  Tiếng kêu đánh dấu lãnh thổ của chúng là ù. Chúng thường ăn giun đất và ếch nhái và đôi khi ăn cá. 
Một nghiên cứu về pellet của loài này đã tìm thấy bò sát, ốc, rết, nhện, cua và côn trùng trong chế độ ăn của chúng.